# Hałycia (obwód czernihowski)
Hałycia (ukr. Галиця) – wieś na Ukrainie, w obwodzie czernihowskim, w rejonie niżyńskim, w hromadzie Łosyniwka. W 2001 liczyła 1817 mieszkańców. W 2025 liczyła 1119 mieszkańców.

## Urodzeni
- Wałerij Woszczewski - ukraiński polityk.